# Liste der Nummer-eins-Hits in Mexiko (2025)
Diese Liste der Nummer-eins-Hits basiert auf den Top 10 der offiziellen mexikanischen Streamingcharts im Jahr 2025, die durch AMPROFON, die nationale Landesgruppe der IFPI, ermittelt werden.

## Singles
| ← 2024 ← | Liste der Nummer-eins-Hits in Mexiko | Liste der Nummer-eins-Hits in Mexiko     | Liste der Nummer-eins-Hits in Mexiko                                                                                                |                           |
| \| Zeitraum \| Wo. ges. \| Interpret \| Titel Autor(en) \| Zusätzliche Informationen \| \| (Zeitraum, Wochen auf Platz eins, Interpret, Titel, Autor[en], zusätzliche Informationen) \| \| \| \| \| \| ----------------------------------------------------------------------------------------- \| -------- \| ---------------------------------------- \| ----------------------------------------------------------------------------------------------------------------------------------- \| ------------------------- \| \| 27. Dezember 2024 – 8. Januar 2025 2 Wochen \| 2 \| Tito Double P \| Rosones Jesús Ortíz Paz, Jesús Roberto Laija García, Jorge Jiménez Sanchez, Pablo Jesús Gastelum Olivares \| – \| \| 9. Januar 2025 – 30. Januar 2025 3 Wochen \| 3 \| Bad Bunny \| DTMF Benito Antonio Martínez Ocasio, Marco Daniel Borrero \| – \| \| 31. Januar 2025 – 6. Februar 2025 1 Woche (insgesamt 3) \| 3 \| Gabito Balesteros feat. Tito Double P \| 7 días (puta ansiedad) Gabriel Ballesteros Abril, Jesús Roberto Laija García, Jorge Jiménez Sanchez, Miguel Armando Armenta Armenta \| – \| \| 7. Februar 2025 – 13. Februar 2025 1 Woche \| 1 \| Netón Vega \| Loco Luis Ernesto Vega Carvajal \| – \| \| 14. Februar 2025 – 20. Februar 2025 1 Woche (insgesamt 3) \| 3 \| Gabito Balesteros feat. Tito Double P \| 7 días (puta ansiedad) Gabriel Ballesteros Abril, Jesús Roberto Laija García, Jorge Jiménez Sanchez, Miguel Armando Armenta Armenta \| – \| \| 21. Februar 2025 – 27. Februar 2025 1 Woche (insgesamt 6) \| 6 \| Netón Vega & Alemán \| Te quería ver Luis Ernesto Vega Carvajal, Erick Raúl Alemán Ramirez \| – \| \| 28. Februar 2025 – 6. März 2025 1 Woche (insgesamt 3) \| 3 \| Gabito Balesteros feat. Tito Double P \| 7 días (puta ansiedad) Gabriel Ballesteros Abril, Jesús Roberto Laija García, Jorge Jiménez Sanchez, Miguel Armando Armenta Armenta \| – \| \| 7. März 2025 – 20. März 2025 2 Wochen \| 2 \| Tito Double P \| Tattoo Brandon Daniel Candia Núñez, Eduardo García, Jesús Roberto Laija García, Paul Angulo \| – \| \| 21. März 2025 – 24. April 2025 5 Wochen (insgesamt 6) \| 6 \| Netón Vega & Alemán \| Te quería ver Luis Ernesto Vega Carvajal, Erick Raúl Alemán Ramirez \| – \| \| 25. April 2025 – 15. Mai 2025 3 Wochen \| 3 \| Dareyes de la Sierra feat. Tito Double P \| Vita fer Darey Castro, Jorge Jiménez Sanchez sr., Miguel Armando Armenta \| – \| \| 16. Mai 2025 – 22. Mai 2025 1 Woche \| 1 \| Fuerza Regida \| Marlboro rojo Miguel Armando Armenta Armenta \| – \| \| 23. Mai 2025 – 7. August 2025 11 Wochen \| 11 \| Fuerza Regida \| Tu Sancho Cristian Primera Dimas, Jason Primera, Jesús Ortíz Paz, Jorge Jiménez Sanchez \| – \| |                                      |                                          | |                           |
| ← 2024 |                                      |                                          | |                           |
| Zeitraum | Wo. ges.                             | Interpret                                | Titel Autor(en) | Zusätzliche Informationen |
| (Zeitraum, Wochen auf Platz eins, Interpret, Titel, Autor[en], zusätzliche Informationen) |                                      |                                          | |                           |
| 27. Dezember 2024 – 8. Januar 2025 2 Wochen | 2                                    | Tito Double P                            | Rosones Jesús Ortíz Paz, Jesús Roberto Laija García, Jorge Jiménez Sanchez, Pablo Jesús Gastelum Olivares                           | –                         |
| 9. Januar 2025 – 30. Januar 2025 3 Wochen | 3                                    | Bad Bunny                                | DTMF Benito Antonio Martínez Ocasio, Marco Daniel Borrero                                                                           | –                         |
| 31. Januar 2025 – 6. Februar 2025 1 Woche (insgesamt 3) | 3                                    | Gabito Balesteros feat. Tito Double P    | 7 días (puta ansiedad) Gabriel Ballesteros Abril, Jesús Roberto Laija García, Jorge Jiménez Sanchez, Miguel Armando Armenta Armenta | –                         |
| 7. Februar 2025 – 13. Februar 2025 1 Woche | 1                                    | Netón Vega                               | Loco Luis Ernesto Vega Carvajal | –                         |
| 14. Februar 2025 – 20. Februar 2025 1 Woche (insgesamt 3) | 3                                    | Gabito Balesteros feat. Tito Double P    | 7 días (puta ansiedad) Gabriel Ballesteros Abril, Jesús Roberto Laija García, Jorge Jiménez Sanchez, Miguel Armando Armenta Armenta | –                         |
| 21. Februar 2025 – 27. Februar 2025 1 Woche (insgesamt 6) | 6                                    | Netón Vega & Alemán                      | Te quería ver Luis Ernesto Vega Carvajal, Erick Raúl Alemán Ramirez                                                                 | –                         |
| 28. Februar 2025 – 6. März 2025 1 Woche (insgesamt 3) | 3                                    | Gabito Balesteros feat. Tito Double P    | 7 días (puta ansiedad) Gabriel Ballesteros Abril, Jesús Roberto Laija García, Jorge Jiménez Sanchez, Miguel Armando Armenta Armenta | –                         |
| 7. März 2025 – 20. März 2025 2 Wochen | 2                                    | Tito Double P                            | Tattoo Brandon Daniel Candia Núñez, Eduardo García, Jesús Roberto Laija García, Paul Angulo                                         | –                         |
| 21. März 2025 – 24. April 2025 5 Wochen (insgesamt 6) | 6                                    | Netón Vega & Alemán                      | Te quería ver Luis Ernesto Vega Carvajal, Erick Raúl Alemán Ramirez                                                                 | –                         |
| 25. April 2025 – 15. Mai 2025 3 Wochen | 3                                    | Dareyes de la Sierra feat. Tito Double P | Vita fer Darey Castro, Jorge Jiménez Sanchez sr., Miguel Armando Armenta                                                            | –                         |
| 16. Mai 2025 – 22. Mai 2025 1 Woche | 1                                    | Fuerza Regida                            | Marlboro rojo Miguel Armando Armenta Armenta                                                                                        | –                         |
| 23. Mai 2025 – 7. August 2025 11 Wochen | 11                                   | Fuerza Regida                            | Tu Sancho Cristian Primera Dimas, Jason Primera, Jesús Ortíz Paz, Jorge Jiménez Sanchez                                             | –                         |